# Biscarrués
Biscarrués är en ort och kommun i provinsen Huesca i den autonoma regionen Aragonien i nordöstra Spanien. Orten ligger cirka 30 kilometer nordväst om Huesca. Kommunen har 187 invånare (2024), på en yta av 30,18 km².